# IPod
Ајпод (енгл. iPod) је мултимедијални плејер америчке компаније Епл. Први модел од 5 GB избачен је на тржиште 23. октобра 2001. године.

## Модели
- Ајпод класик (енгл. iPod Slassic)
- Ајпод мини (iPod Mini)
- Ајпод нано (iPod Nano)
- Ајпод шафл (iPod Shuffle)
- Ајпод тач (iPod Touch)